# トチマ
座標: 北緯59度58分 東経42度45分 / 北緯59.967度 東経42.750度

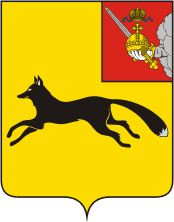
トチマの紋章

トチマ（То́тьма、ラテン文字転写： Totma）はロシア連邦ヴォログダ州のスホナ川沿いの河港都市。人口は8,669人（2021年）。
1137年のノヴゴロド公国の文書にトチマの名が初出しており、毛皮をノヴゴロドに貢納していたことが分かる。
トチマは中世にはカザン・ハン国の襲撃や大動乱期のポーランド軍の侵略で荒れたものの、17世紀にはロシア中央部と白海のアルハンゲリスクの港をつなぐ南北交易路の途上の港として栄え、スホナ川および北ドヴィナ川を経由してイギリス（モスクワ会社）やオランダの商人も訪れ繁栄した。1780年には町として承認され、毛皮の町を象徴する黒いキツネの紋章が制定された。トチマの毛皮商人は毛皮を求めて遠くシベリアや太平洋、アラスカやカリフォルニアにまで進出し、数多くの探検家や航海者を輩出している。こうした探検で得た毛皮を売って資本を築いた商人たちは多くの聖堂を献納した。
1872年にはピョートル大帝生誕200周年を祝って学校の設立が決定され、1899年にピョートル工芸学校が開校した。この学校では農家の子供たちに木や金属でできたおもちゃや工芸品の作り方を教え、その作品は各地の展示会や万国博覧会で高く評価されトチマの名産となった。

## 気候
| トチマの気候                       | トチマの気候  | トチマの気候 | トチマの気候  | トチマの気候 | トチマの気候 | トチマの気候 | トチマの気候 | トチマの気候 | トチマの気候 | トチマの気候 | トチマの気候  | トチマの気候  | トチマの気候   |
| 月                                 | 1月           | 2月          | 3月           | 4月          | 5月          | 6月          | 7月          | 8月          | 9月          | 10月         | 11月          | 12月          | 年             |
| ---------------------------------- | ------------- | ------------ | ------------- | ------------ | ------------ | ------------ | ------------ | ------------ | ------------ | ------------ | ------------- | ------------- | -------------- |
| 最高気温記録 °C （°F）             | 4.5 (40.1)    | 4.1 (39.4)   | 15.3 (59.5)   | 26.2 (79.2)  | 30.0 (86)    | 32.9 (91.2)  | 34.3 (93.7)  | 35.2 (95.4)  | 26.7 (80.1)  | 22.2 (72)    | 12.6 (54.7)   | 10.1 (50.2)   | 35.2 (95.4)    |
| 平均最高気温 °C （°F）             | −8.6 (16.5)   | −6.5 (20.3)  | 0.2 (32.4)    | 8.5 (47.3)   | 16.3 (61.3)  | 20.7 (69.3)  | 23.2 (73.8)  | 19.8 (67.6)  | 13.4 (56.1)  | 5.8 (42.4)   | −2.1 (28.2)   | −6.2 (20.8)   | 7.0 (44.6)     |
| 日平均気温 °C （°F）               | −11.9 (10.6)  | −10.1 (13.8) | −4.1 (24.6)   | 3.5 (38.3)   | 10.4 (50.7)  | 15.1 (59.2)  | 17.8 (64)    | 14.9 (58.8)  | 9.6 (49.3)   | 3.3 (37.9)   | −4.3 (24.3)   | −9.0 (15.8)   | 2.9 (37.2)     |
| 平均最低気温 °C （°F）             | −15.1 (4.8)   | −13.6 (7.5)  | −8.4 (16.9)   | −1.4 (29.5)  | 4.5 (40.1)   | 9.5 (49.1)   | 12.3 (54.1)  | 10.0 (50)    | 5.8 (42.4)   | 0.7 (33.3)   | −6.5 (20.3)   | −11.7 (10.9)  | −1.2 (29.8)    |
| 最低気温記録 °C （°F）             | −45.3 (−49.5) | −37.8 (−36)  | −34.6 (−30.3) | −21.0 (−5.8) | −6.2 (20.8)  | −2.5 (27.5)  | 2.8 (37)     | −1.2 (29.8)  | −6.6 (20.1)  | −22.2 (−8)   | −35.9 (−32.6) | −35.4 (−31.7) | −45.3 (−49.5)  |
| 降水量 mm （inch）                 | 43.5 (1.713)  | 32.0 (1.26)  | 32.9 (1.295)  | 32.8 (1.291) | 43.0 (1.693) | 68.8 (2.709) | 77.5 (3.051) | 69.6 (2.74)  | 55.2 (2.173) | 57.8 (2.276) | 51.3 (2.02)   | 48.8 (1.921)  | 613.2 (24.142) |
| 出典：Тотьма погода - meteolabs.ru |               |              |               |              |              |              |              |              |              |              |               |               |                |

## リンク
- （ロシア語） Сайт города Тотьмы
- （ロシア語） Тотьма. Подробное описание достопримечательностей. История. Фотографии
- （ロシア語） История. Тотемский район\\Официальный сайт Правительства Вологодской области